# Liste der Äbtissinnen von Nonnberg
Die folgenden Personen waren Äbtissinnen des Stifts Nonnberg:
- Erentrudis I (714 bis an einem 30. Juni um 720/730)
- Kerlind, eventuell die erste Gattin von Grimoald II.[1]
- Waltrat (Uualtrat), eventuell die erste Gattin von Theodoald
- 717/8[2] Regintrud, wird auch als Gründerin des Nonnberger Stiftes verehrt
- Imma, eventuell eine Schwester von Odilo und möglicherweise Gattin von Tassilo II.
- 748–754[2] Hiltrud, Gattin von Odilo (Bayern) und Mutter von Tassilo III.[3]
- Cotestiu, vermutlich die Schwester des Bischofs Hitto von Freising und somit eine Angehörige der Huosi
- Hrutrud (Rodrud)
- Meginhilt
- Hraitun
- Diemut I.
- Hemma I.
- Bertha
- Offinia
- Wezilia
- Chuniza I. (im 9. Jahrhundert)
- Imma
- Ita II.
- Heilika
- Richardis
- Chuniza II. (im 10. Jahrhundert)
- Hemma II.
- Hemma III.
- Ita III.
- Wiradis I. (1000 bis 1027)
- Diemut II. (1027 bis 1036)
- Elisabeth I. (bis 1044)
- Maria I. (bis 1059)
- Elisabeth II. (1059 bis 1070)
- Juliana (1070 bis 1090)
- Diemut III. (um 1117)
- Wiradis II (1139 bis 1158)
- Gertraud I. (um 1189)
- Wilbirg von Medlingen (bis 1235)
- Gertraud II. von Stein (1235 bis 1252)
- Diemut IV. Gräfin von Sonnberg
- Gertraud III. (resigniert 1266)
- Diemut V. von Velben (1266 bis 1270)
- Hilta (1270 bis 1284)
- Elisabeth III. Gräfin von Sonnenburg (1284 bis 1307)
- Margretha I. von Gebing (1307 bis 1321)
- Offmey (um 1322)
- Anna I. von Bergheim (1321 bis 1323)
- Diemut VI. von Pollheim (1323 bis 1336)
- Diemut VII. von Wartenfels (1336 bis 1344)
- Anna II. von Gratzer (1344 bis 1356)
- Anna III. von Weisseneck (1356 bis 1367)
- Katharina I. von Schernberg (1367 bis 1378)
- Anna IV. von Liebenberg (1378 bis 1380)
- Katharina II. von Pernegg (1380 bis 1388)
- Diemut VIII. von Schönstätten (1388 bis 1390)
- Margaretha II. von Pernegg (1393 bis 1394)
- Katharina III.
- Elisabeth IV.
- Margaretha III. von Pernegg (bis 1404)
- Gertraud IV.  von Reitenberg (1404 bis 1423)
- Elisabeth V. Ecker von Pöring (1423 bis 1433)
- Anna V. von Geyganter (1433 bis 1439)
- Anna VI. von Panichner (1439 bis 1446)
- Agatha von Haunsperg (1446 bis 1484)
- Daria von Panichner (1484 bis 1505)
- Regina Pfaffinger von Salbernkirchen (1505 bis 1514)
- Ursula von Trauner (1514 bis 1539)
- Veronika von Waltprunn (1539 bis 1552)
- Anna VII. von Paumann (1552 bis 1571)
- Benigna von Gutrath (1572 bis 1588)
- Anna VIII. Pütrich von Stegen (1588 bis 1600)
- Cordula von Mundenheim (1600 bis 1614)
- Maria II. von Möringen (1614 bis 1620)
- M. Magdalena I. von Schneeweiß (1620 bis 1625)
- Eva Maria Fleisch von Lerchenberg (1625 bis 1638)
- Johanna Gräfin von Lodron (1638 bis 1657)
- Johanna Franziska, Freiin von Rehling (1657 bis 1693)
- M. Magdalena II. von Schneeweiß (1693 bis 1715)
- Viktoria Freiin von Ehrenberg (1715 bis 1738)
- Cölestina Zeiler von Zeilheim (1738 bis 1766)
- Scholastika Gräfin von Wicka (1766 bis 1783)
- Maria IV. Antonia Freifrau von Eiselsberg (1783 bis 1813)
- Henrika von Trauner, Oberin (1813 bis 1840)
- Alberta Ainhauser (1841 bis 1856)
- Adelgundis Thalmann (1857 bis 1864)
- Maria V. Michaela Ottilia Müller (1864–1876)
- Magdalena III Klotz (1876 bis 1889)
- Maria Anna Scherer (1890 bis 1921)
- Virgilia Lütz (1921 bis 1949)
- Erentrudis II. Steidl (1949 bis 1965)
- Ancilla Schneider (1965 bis 1976)
- Laurentia Fritz (1976 bis 1983)
- Gabriela Sinabell (1983 bis 1999, resigniert)
- Perpetua Hilgenberg (1999 bis 2017)
- Veronika II. Kronlachner (seit 2017)